# Knoutsodonta depressa
Knoutsodonta depressa is een slakkensoort uit de familie van de Onchidorididae. De wetenschappelijke naam van de soort werd voor het eerst geldig gepubliceerd in 1842 door Alder en Hancock als Doris depressa.